# Водяне (Звенигородський район)
Во́дяне — село в Україні, у Шполянській міській громаді Звенигородського району Черкаської області. Населення — 996 осіб. У Во́дяному, за переказами, стояла пасіка кошового отамана Івана Сірка, а також козацька кузня, від якої простягнувся досі незвіданий підземний хід.

## Історія
Село виникло у XVII столітті, як козацьке укріплення поблизу сумнозвісного Чорного шляху. Козацькі бастіони знаходились майже в центрі сучасного села. Також тут були збудовані збройова майстерня і житла козаків. Від козацького укріплення був проритий підземний тунель, котрий служив схованкою для козаків в разі небезпеки. Згодом вхід у тунель засипали, а таємниця його підземних ходів не розкрита донині.
Назва ж поселення походить від великої чотириметрової вирви (провалля), яка знаходилась на глибині яру на південь від козацького укріплення. З цього провалля фонтанувала вода підземного джерела, даючи початок струмку, що тік до річки Гнилий Товмач. Можливо, десь на глибині тут було велике підземне озеро, води якого з часом прорвались на поверхню. Тому цю місцевість козаки назвали водянистою, що згодом стало назвою села.
Лаврентій Похилевич «…По рассказам старожилов, вокруг селения находилось прежде до 20 ставов или прудов, почему и названо оно Водяным… Церковь Троицкая деревянная, 6-го класса; построена 1808 года» (1864 року).
Найбільш яскравим і переконливим матеріалом про дореволюційне с. Водяне може бути дослівний витяг, зроблений у Центральному Державному архіві в м. Київ. В «Списке населенных мест Киевской губернии» видавництва Київського Губернського Комітету 1900 р.: «с. Водяное (владельческое) — В нем дворов — 335, жителей — обоего пола — 1741 чел. Главное занятие жителей — земледелие, кроме того крестьяне отправляются на заработки в Херсонскую губернию. В селе имеются одна православная церковь, одна церковно — приходская школа, 6 ветряных мельниц, 2 кузни и один Сельский Банк».
З 7 березня 1923 року село перебувало в складі Шполянського району Черкаської області
У 1929 році в селі була організована комуна, у 1930 році почалася масова колективізація. Бідняки та незаможні селянство з середняками утворили колективну сільськогосподарську артіль «Перемога».
Під час німецько-радянської війни 189 жителів села билися проти німецько–фашистських загарбників, з них 97 нагороджені бойовими орденами та медалями. 147 загинули в боях на різних фронтах, а повернулось в рідну домівку лише 42.
31 січня — 1 лютого 1944 року поблизу села відбулися оборонні бої 32-ї танкової бригади (29-й танковий корпус 5-ї гвардійської танкової армії). 31 січня 32-га бригада відбила 2 контратаки противника, знищивши 4 танки, втративши 2 Т-34.  1 лютого радянським танкістам довелось відбити три потужні контратаки противника: о 9:30 - силою 15 танків з піхотою, об 11:00 на позиції корпусу наступало вже 40 танків. В останній, третій, контратаці, що відбулася о 13:30, взяли участь вже 50 німецьких танків. В результаті бою бригада втратила 5 танків Т-34 з 11-ти, дві 76-міліметрові гармати з шести, а також дві гармати калібром 57 мм, шість 82-мм мінометів, і було втрачено самохідку СУ-85. Натомість було знищено 13 ворожих танків. Героєм бою 1 лютого став командир танка молодший лейтенант Леонід Стєпанов. Молодший лейтенант Володимир Дубровін трьома снарядами підбив по одній бронемашині, вантажівці з піхотою та протитанкову гармату. Старшим фельдшером 2-го танкового батальйону лейтенантом медичної служби Григорієм Ковальовим було врятовано трьох поранених танкістів. 
19 жовтня 2021 року стали відомі імена восьмох бійців 29-го танкового корпусу, які загинули в бою за Водяне 1 лютого 1944 року, а саме: молодший сержант Мартишев Г. М. (32 тбр), сержант Чернишов І. Г. (1446-й самохідний артилерійський полк), а також старшина Козлов К. Г., старший сержант Сіваков А. С., молодший сержант Райхлін О. І., червоноармійці Сєрежев Г., Лавров В. В., Догадов П. Д. (всі  — з 108-го винищувально-протитанковий артилерійський полк). Розрахунком, до якого належав Олександр Райхлін, було підбито два танки, бронетранспортер, розсіяно і частково знищено до взводу піхоти. Посмертно він був нагороджений медаллю «За відвагу». 
Після закінчення війни жителі с. Водяне приступили до відбудови села і свого колгоспу «Перемога».
Розвивалось господарство, зростав і добробут жителів села. Наприкінці 1980-х років в селі побудовано нову середню школу, Будинок культури, дитячий садок, три магазини, млин, авто зупинку, сільську баню та першу чергу свинокомплексу. Наприкінці 1990-х років побудовано майстерню для ремонту тракторів, АЗС, олійню, критий тік, другу чергу свинокомплексу, корівник та проведено будівництво доріг з твердим покриттям майже по всіх вулицях села, побудовано 10 житлових будинків за рахунок колгоспу «Перемога». У зв'язку з реорганізацією агропромислового комплексу країни в селі утворено СТОВ «Перемога» та СТОВ «Урожай».
12 червня 2020 року, відповідно з розпорядження Кабінету Міністрів України № 728-р «Про визначення адміністративних центрів та затвердження територій територіальних громад Черкаської області», Водянська сільська рада об'єднана з Шполянською міською громадою.
19 липня 2020 року, в результаті адміністративно-територіальної реформи та ліквідації Шполянського району, село увійшло до складу новоутвореного Звенигородського району.

## Населення

### Мова
Розподіл населення за рідною мовою за даними перепису 2001 року:
| Мова       | Кількість | Відсоток |
| ---------- | --------- | -------- |
| українська | 983       | 98.7%    |
| російська  | 8         | 0.8%     |
| румунська  | 3         | 0.3%     |
| білоруська | 1         | 0.1%     |
| вірменська | 1         | 0.1%     |
| Усього     | 996       | 100%     |

## Інфраструктура
Господарську діяльність на території села здійснює СТОВ «Урожай», яке займається землеробством та виготовленням гранульованого палива для котелень.
В селі діють амбулаторія, Будинок культури, бібліотека та НВК ЗОШ I—III ст., поштове відділення зв'язку та музей.

## Відомі особи
Уродженці села:
- Бойко Василь Романович (нар. 28 лютого 1907 — † 3 квітня 1996) — Герой Радянського Союзу[3]
- Кучерявий Анатолій Анатолійович (1989—2022) — старший солдат Збройних Сил України, учасник російсько-української війни, кавалер ордена «За мужність» II ступеня
- Кучерявий Віталій Вікторович (07.08.1989—13.03.2022) — полковник Державної прикордонної служби України, учасник російсько-української війни, Герой України